# Pezmayo Santiago
Pezmayo Santiago är en ort i Mexiko.   Den ligger i kommunen Tamazunchale och delstaten San Luis Potosí, i den sydöstra delen av landet, 200 km norr om huvudstaden Mexico City. Pezmayo Santiago ligger 322 meter över havet och antalet invånare är 125.
Terrängen runt Pezmayo Santiago är kuperad österut, men västerut är den bergig. Pezmayo Santiago ligger nere i en dal. Runt Pezmayo Santiago är det ganska tätbefolkat, med 60 invånare per kvadratkilometer. Närmaste större samhälle är Tamazunchale, 11,3 km nordost om Pezmayo Santiago. I omgivningarna runt Pezmayo Santiago växer i huvudsak städsegrön lövskog.